# Концерт для скрипки с оркестром (Ланге-Мюллер)
Концерт для скрипки с оркестром до мажор, соч. 69 — единственный концерт Петера Эразма Ланге-Мюллера, одно из немногих его крупных произведений с оркестром и одно из последних сочинений. Датируется 1902 годом. Впервые исполнен 18 апреля 1904 года в Датском концертном обществе, дирижировал сам композитор, сольную партию играл Аксель Гаде. Он же помогал Ланге-Мюллеру при сочинении, так как тот не был хорошо знаком с техникой игры на скрипке. Для оркестровки ценные советы давал Август Энна. В отличие от многих позднеромантических концертов, сочинение Ланге-Мюллера не претендует на монументальность и не относится к числу трудных для солиста, зато отличается богатой мелодичностью.

## Состав оркестра
- Деревянные духовые:
  - 2 флейты,
  - 2 гобоя,
  - 2 кларнета (in B и in A),
  - 2 фагота.
- Медные духовые:
  - 4 валторны (in F и in E),
  - 2 трубы (in F и in C).
- Ударные:
  - литавры.
- Струнные.

## Композиция
Концерт состоит из трёх частей.
- I. Moderato
- II. Allegretto sostenuto
- III. Allegro giojoso[5]

Первая часть написана в сонатной форме. В экспозиции материал торжественной главной партии долго развивается, достигая в конце концов си мажора, который оказывается доминантой к ми минору побочной партии (она немедленно модулирует в параллельный соль мажор). Противопоставление двух тем нетрадиционно: при всей своей грандиозности главная партия оказывается более мелодичной, чем похожая на спрингар побочная. Разработка начинается с неё, но постепенно в оркестре набирает силу тема главной партии. Проведение её в репризе максимально сокращено (в частности, опущена бывшая в экспозиции модуляция): после краткого повторения главной партии сразу начинается побочная (в до мажоре). В первоначальной версии, по-видимому, этого сокращения не было. В самом конце части предусмотрено место для сольной каденции.
Вторая часть не является медленной частью в традиционном понимании (на что указывает и обозначение Allegretto sostenuto), это интерлюдия в трёхчастной форме. Она написана в параллельном основной тональности ля миноре, и в её гармониях находит выражение скандинавское происхождение автора.
Финал — самая длинная часть концерта (если исключить из первой части каденцию) и самая серьёзная. Экспозиции присущи сдержанность и благородство. В пространной разработке музыка надолго покидает до мажор и часто приобретает бо́льшую напряжённость, чем в первой части. Вторая часть главной партии (которую можно рассматривать и как связующую) и певучая побочная дают основной материал для неё. За репризой следует небольшая кода на основе главной темы.

## Каденции
Ланге-Мюллер, не будучи скрипачом, предпочел не писать каденцию для концерта, но указал её возможное место в конце первой части. Известны каденции Акселя Гаде (сыгранная им при первом исполнении концерта), Тура Аулина и Юлия Рутстрёма. Свою собственную каденцию записал Ларс Бьёрнкьер. Однако, исходя из общей технической непретенциозности концерта, уместность добавления в него каденции оспаривается.

## Записи
| Год записи                           | Год издания | Содержание                                                                                  | Партия скрипки   | Оркестр и дирижёр                                                | Фирма и код      |
| ------------------------------------ | ----------- | ------------------------------------------------------------------------------------------- | ---------------- | ---------------------------------------------------------------- | ---------------- |
| Записи, выпущенные на компакт-дисках |             |                                                                                             |                  |                                                                  |                  |
| 1966                                 | 2009        | Энна, Бёрресен, Ланге-Мюллер, З. Саломон, Хельстед. Скрипичные концерты.                    | Кай Лаурсен      | Симфонический оркестр Южной Ютландии, дирижёр Петер Эрнст Лассен | Danacord 465-466 |
| 2007                                 | 2007        | Свенсен. Скрипичный концерт и романс. Ланге-Мюллер. Скрипичный концерт.                     | Ларс Бьёрнкьер   | Симфонический оркестр Орхуса, дирижёр Джордано Беллинкампи       | Danacord 662     |
| 2008                                 | 2009        | Н. Гаде. Скрипичный концерт. Ланге-Мюллер. Скрипичный концерт. Ланггор. Скрипичный концерт. | Кристина Остранн | Филармонический оркестр Тампере, дирижёр Юн Стургордс            | Dacapo 6.220562  |